# 絲背小褐鱈
絲背小褐鱈，為輻鰭魚綱鱈形目稚鱈科的其中一種，分布於西北太平洋日本海域，深度45-700公尺，為深海魚類，體長可達18公分，棲息在底中層水域，生活習性不明。

## 扩展阅读
維基物種上的相關：絲背小褐鱈